# 1 Batalion Łączności (PSZ)
1 Batalion Łączności (1 błącz.) – oddział łączności Polskich Sił Zbrojnych. Sformowany 15 lipca 1945 r. z Oddziałów Łączności 1 Dywizji Pancernej.

## Rodowód 1 batalionu łączności
W 1937, w garnizonie Rzeszów, w Koszarach Poniatowskiego przy ul. Lwowskiej, zajmowanych dotychczas przez 10 Dywizjon Artylerii Konnej, sformowany został Szwadron Łączności 10 Brygady Kawalerii. Szwadron, w składzie macierzystej brygady, walczył w kampanii wrześniowej 1939. 19 września 1939 jako zwarty pododdział przekroczył granicę z Węgrami.
Dowódcą łączności 10 BK był mjr Jan Grajkowski. Dowódca łączności był jednocześnie oficerem sztabu brygady i podlegał bezpośrednio szefowi sztabu, mjr. dypl. Franciszkowi Skibińskiemu. Dowódca łączności był fachowym przełożonym dowódcy szwadronu łączności oraz dowódców plutonów łączności wchodzących w skład oddziałów i pododdziałów brygady.
- dowódca szwadronu łączności – kpt. Stanisław Gronek
- oficer młodszy szwadronu – por. Rudnicki
- oficer młodszy szwadronu – chor. Runowski
- szef szwadronu – wachm. Zamel
- dowódca plutonu łączności Dywizjonu Przeciwpancernego – por. Tadeusz Wróbel
- dowódca plutonu łączności 24 Pułku Ułanów – por. Stanisław Michalski
- dowódca plutonu łączności 10 Pułku Strzelców Konnych – por. Ludwik Malinowski
- oficer łączności 16 Dywizjonu Artylerii Motorowej – ppor. Henryk Józefowicz

Pod koniec maja 1940 we Francji przystąpiono do organizacji Brygady Lekkiej Mechanicznej, a w jej składzie szwadronu łączności. Wkrótce brygada przemianowana została na 10 Brygadę Kawalerii Pancernej. Część szwadronu łączności weszła w skład rzutu bojowego 10 BKPanc pod dowództwem gen. bryg. Stanisława Maczka, wzięła udział w kampanii francuskiej i 18 czerwca 1940 została rozwiązana. Pozostała część szwadronu wraz z II rzutem 10 BKPanc pod dowództwem płk. dypl. Kazimierza Dworaka ewakuowana została 25 czerwca 1940 do portu Liverpool w Anglii, a stąd do rejonu Douglas, w hrabstwie South Lanarkshire (Szkocja).
5 lipca 1940 Naczelny Wódz rozkazał sformować 2 Brygadę Strzelców, a w jej składzie 2 Kompanię Łączności. 25 października 1940 Naczelny Wódz zatwierdził zmianę nazwy 2 BS na 10 Brygada Kawalerii Pancernej. Równocześnie pododdziały wchodzące w skład brygady otrzymały nowe nazwy i numery. Między innymi 2 Kompania Łączności przemianowana została na 10 Szwadron Łączności. Zmiany nazw zatwierdzone zostały przez Naczelnego Wodza dopiero 13 listopada 1940. W październiku 1940 brygada osadziła odcinek wybrzeża w hrabstwie Angus
W Blairgowrie powstał Dywizjon Szkolny dla załóg pancernych, a przy nim Ośrodek Łączności pod dowództwem mjr. Grajkowskiego i mjr. Gordona. Ośrodek szkolił operatorów radiostacji czołgowych i wozów dowodzenia, mechaników i radiomechaników do napraw i konserwacji sprzętu.
W miarę wzrostu stanów osobowych, powstał Ośrodek Łączności w Forfar i ten, w miarę otrzymywania sprzętu, przekształcił się w Centrum Wyszkolenia Łączności, później przeniesione do Dundee.

## Sformowanie i zmiany organizacyjne
25 lutego 1942 Naczelny Wódz zdecydował o sformowaniu 1 Dywizji Pancernej pod dowództwem gen. bryg. Stanisława Maczka. W składzie dywizji, zgodnie z brytyjskim etatem wojennym, przystąpiono do organizacji Oddziałów Łączności 1 Dywizji Pancernej (ang. Armoured Divisional Signals). 28 sierpnia 1942 Oddziały Łączności 1 DPanc. rozpoczęły funkcjonowanie w składzie:
- 1 Szwadron Łączności – kpt. Hieronim Kurek
- 2 Szwadron Łączności – por. Ferdynand Bissinger
- 10 Szwadron Łączności – por. Jan Kowal
- 16 Szwadron Łączności – kpt. Wacław Woronowicz

Na początku 1943 przeprowadzona została reorganizacja Oddziałów Łączności 1 DPanc., w efekcie której zmianie uległa ich struktura organizacyjna:
- Dowództwo Łączności 1 DPanc.
- Dowództwo Łączności 10 BKPanc.
- Dowództwo Łączności 16 BPanc.
- Dowództwo Łączności Grupy Wojsk Wspierających
- 1 Szwadron Łączności (Kwatera Główna 1 DPanc.)
- 2 Szwadron Łączności (Grupa Wojsk Wspierających)
- 3 Szwadron Łączności (Dowództwo Służb i Tyłów)
- 10 Szwadron Łączności (10 BKPanc.)
- 16 Szwadron Łączności (16 BPanc.)
- Pluton Parkowy
- Pluton Techniczny

W nawiasach podano nazwy jednostek, do których przydzielane były poszczególne szwadrony.
12 października 1943 rozpoczęta została reorganizacja 1 DPanc polegająca między innymi na likwidacji Grupy Wojsk Wspierających i Dowództwa Służb i Tyłów, wyłączenia z dywizji jednej skadrowanej brygady pancernej oraz utworzeniu brygady strzelców i artylerii dywizyjnej. Reorganizacją objęte zostały także Oddziały Łączności 1 DPanc. Dotychczasowy 3 Szwadron Łączności przeformowany został w Szwadron Dowodzenia złożony z plutonu technicznego, plutonu materiałowego i czołówki naprawczej. 10 Szwadron Łączności przemianowany został na 3 Szwadron Łączności, natomiast 16 Szwadron Łączności na 10 Szwadron Łączności. Z nadwyżek stanu osobowego zorganizowana została kadrowa 16 Kompania Łączności dla nowej 16 Brygady Pancernej.
Po zakończeniu reorganizacji struktura Oddziałów Łączności przedstawiała się w sposób następujący:
- Dowództwo Łączności 1 DPanc.
- Dowództwo Łączności 10 BKPanc.

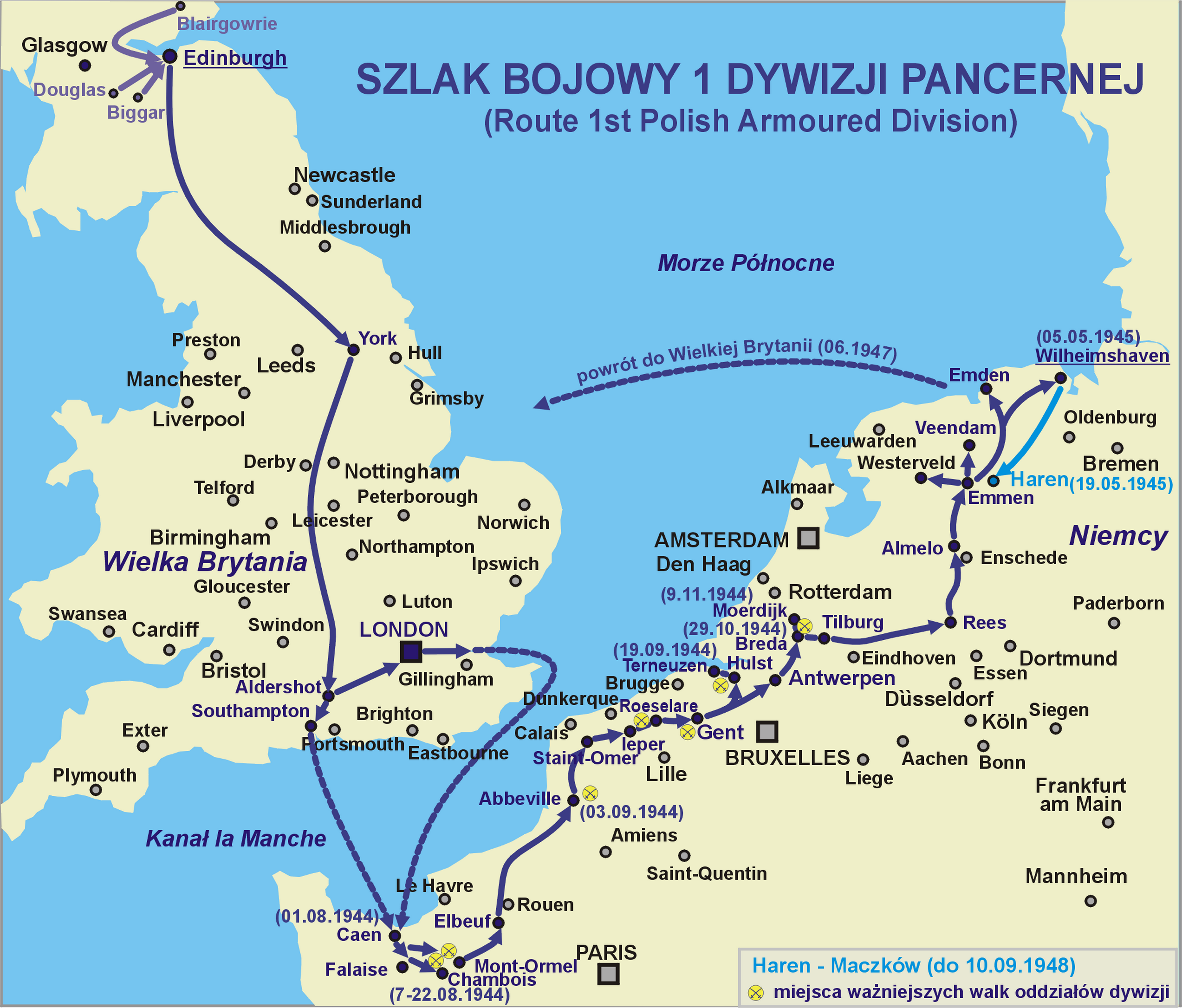
Szlak bojowy 1 DPanc

- Dowództwo Łączności 3 Brygady Strzelców
- Dowództwo Łączności Artylerii Dywizyjnej
- Szwadron Dowodzenia
- 1 Szwadron Łączności (Kwatera Główna 1 DPanc.)
- 2 Szwadron Łączności (KG Artylerii Dywizyjnej)
- 3 Szwadron Łączności (3 Brygada Strzelców)
- 10 Szwadron Łączności (10 BKPanc.)

Przedstawiona struktura nie uległa zmianom do końca walk dywizji.
18 maja 1945 płk Jan Grajkowski przekazał obowiązki dowódcy Oddziałów Łączności 1 DPanc. ppłk dypl. Zygmuntowi Chamskiemu.
15 lipca 1945 Oddziały Łączności 1 DPanc otrzymały nazwę 1 Batalion Łączności. Dowódcą batalionu został ppłk dypl. Zygmunt Chamski. Sprawował on dowództwo do 10 czerwca 1947.
Swoje święto obchodzi 29 czerwca w rocznicę święta Wojsk Łączności w II RP. Proporczyk czarno-niebieski.

## Działania bojowe Oddziałów Łączności 1 DPanc.
15 lipca 1944 r. Oddziały Łączności przemieszczają się do obozu przejściowego w Alderhshot, gdzie zostają uzupełnione ostatnie braki. Do 30 lipca następuje załadowanie na statki transportowe, a 2 sierpnia następuje wyładowanie na wybrzeżu Francji. Od 8 sierpnia pododdziały łączności wchodzą do walki wraz z jednostkami dywizji zabezpieczając łączność w sztabach dywizji, brygad i pułków. W trakcie walk z uwagi na działania manewrowe, oddziały łączności posługiwały się głównie radiostacjami wszelkich typów. Łączność kablowa używano jedynie w ograniczonym zakresie w obronie podczas walk nad Mozą.  W walkach od sierpnia 1944, do 9 maja 1945 poległo 11 żołnierzy, rannych zostało 29 żołnierzy. Odznaczonych zostało Orderem srebrnym VM - 4 żołnierzy, 105 Krzyżami Walecznych, 178 Krzyżami Zasługi oraz wielu żołnierzy odznaczeniami brytyjskimi, francuskimi i belgijskimi. Czołówka naprawcza i plutony techniczno-warsztatowe naprawiły; 465 pojazdów, 4513 radiostacji, 30 łącznic, 323 telefony oraz ładownice akumulatorów, zegary akumulatorowe i prądowe itd.
Po zakończeniu działań bojowych do normalnych zadań oddziałów łączności natury wojskowej doszły inne obowiązki Była to opieka nad Polakami - wysiedleńcami i byłymi jeńcami wojennymi. Prócz rozbudowy wewnętrznej sieci telefonicznej w 1 DPanc przystąpiono do rozbudowy połączeń z ośrodkami wysiedleńców i obozami byłych jeńców wojennych. Prace te objęły odbudowę tras kabla podziemnego i naziemnego, central telefonicznych, instalację aparatów, ich konserwację. Obsługę central telefonicznych przejęły kobiety z Batalionu Pomocniczego Służby Kobiet, tzw. "Akaczki", byłe więźniarki z Oberlangen i Niederlangen.
Obecnie tradycje 1 Batalionu Łączności 1 DPanc. kontynuuje 11 Batalion Dowodzenia im. gen. broni Zygmunta Sadowskiego 11 Dywizji Kawalerii Pancernej w Żaganiu.

## Organizacja i obsada dowódcza
Dowódcy Oddziałów Łączności 1 DPanc.
- płk Jan Grajkowski (25 II 1942-19 V 1945)
- ppłk dypl. Zygmunt Chamski (19 V1945-1947)

Zastępcy dowódcy Oddziałów Łączności
- mjr Bronisław Front (do XI 1944)
- kpt. dypl. Aleksander Muraszko (od XI 1944)
- mjr Hieronim Kurek (od XII 1945)

- adiutant Oddziałów Łączności – por. Tadeusz Rzeszowski
- dowódca drużyny kontroli ruchu łączności – por. Tadeusz Daszkiewicz
- dowódca Łączności Artylerii Dywizyjnej – kpt. Piotr Chełchowski

Dowódcy łączności 10 BKPanc.
- mjr Zygmunt Gordon (do II 1944)
- kpt. Tadeusz Legeżyński (do VIII 1944)
- kpt. dypl. Kazimierz Ochab (do VIII 1945)
- kpt. dypl. Jan Kowal (od IX 1945)

Dowódcy łączności 3 BS
- mjr Tadeusz Legeżyński (do II 1944)
- mjr. Hieronim Kurek (do XI 1945)
- kpt. dypl. Aleksander Iwańczyk (od XI 1945)

Dowódcy szwadronu dowodzenia
- kpt. Wincenty Hegner (do XII 1943)
- kpt. / mjr Wacław Woronowicz (od XII 1943)

Dowódcy 1 szwadronu łączności
- kpt. Hieronim Kurek (do II 1944)
- kpt. Ferdynand Bissinger  (do IX 1944)
- kpt. Zdzisław Milewski (do IX 1945)
- kpt. Stanisław Kwaśniewski (od 21 IX 1945)

Dowódcy 2 szwadronu łączności
- por. Ferdynand Bissinger (VIII 1942-25 II 1943)
- por. / kpt. Aadam Mieczysław Zaleski vel Terlecki (do VIII 1944)
- kpt. Tadeusz Ginda (do III 1945)
- por. Tadeusz Franciszek Delimata

Dowódcy 3 szwadronu łączności
- por. Jan Kowal (do XII 1943)
- por. Arkadiusz Hajbowicz (do VI 1944)
- por. Bronisław Bartczak (do XI 1944)
- kpt. Józef Frąckowiak (do VI 1945)
- kpt. Henryk Nędza (od VI 1945)

Dowódcy 10 szwadronu łączności
- kpt. Wacław Woronowicz (do XII 1943)
- por. Jan Kowal (do V 1944)
- por. Stanisław Kwaśniewski (do III 1945)
- por. Kazimierz Kalinkiewicz (od III 1945)